# Lise-Marie Morerod
Lise-Marie Morerod, (Les Diablerets (Suiza), 16 de abril de 1956) es una esquiadora retirada que ganó dos Medallas en el Campeonato del Mundo (1 de plata y 1 de bronce), una General de la Copa del Mundo (y cinco Copas del Mundo en diferentes disciplinas) y 24 victorias en la Copa del Mundo de Esquí Alpino (con un total de 41 pódiums).

## Resultados

### Juegos Olímpicos de Invierno
- 1976 en Innsbruck, Austria
  - Eslalon Gigante: 4.ª

### Campeonatos Mundiales
- 1974 en St. Moritz, Suiza
  - Eslalon: 3.ª
- 1978 en Garmisch-Partenkirchen, Alemania
  - Eslalon Gigante: 2.ª
  - Eslalon: 7.ª

### Copa del Mundo

#### Clasificación general Copa del Mundo
- 1972-1973: 33.ª
- 1973-1974: 8.ª
- 1974-1975: 7.ª
- 1975-1976: 2.ª
- 1976-1977: 1.ª
- 1977-1978: 3.ª
- 1979-1980: 59.ª

#### Clasificación por disciplinas (Top-10)
- 1973-1974:
  - Eslalon Gigante: 4.ª
  - Eslalon: 9.ª
- 1974-1975:
  - Eslalon: 1.ª
  - Eslalon Gigante: 4.ª
- 1975-1976:
  - Eslalon Gigante: 1.ª
  - Eslalon: 2.ª
- 1976-1977:
  - Eslalon Gigante: 1.ª
  - Eslalon: 1.ª
- 1977-1978:
  - Eslalon Gigante: 1.ª
  - Eslalon: 4.ª

#### Victorias en la Copa del Mundo (24)

##### Eslalon Gigante (14)
| Fecha                  | Lugar             |
| ---------------------- | ----------------- |
| 13 de marzo de 1975    | Sun Valley        |
| 4 de diciembre de 1975 | Val-d'Isère       |
| 15 de enero de 1976    | Les Gets          |
| 25 de enero de 1976    | Kranjska Gora     |
| 13 de marzo de 1976    | Aspen             |
| 9 de diciembre de 1976 | Val-d'Isère       |
| 20 de enero de 1977    | Arosa             |
| 2 de febrero de 1977   | Maribor           |
| 6 de marzo de 1977     | Sun Valley        |
| 24 de marzo de 1977    | Sierra Nevada     |
| 8 de diciembre de 1977 | Val-d'Isère       |
| 9 de enero de 1978     | Les Mosses        |
| 9 de febrero de 1978   | Megeve            |
| 7 de marzo de 1978     | Waterville Valley |

##### Eslalon (10)
| Fecha                   | Lugar                  |
| ----------------------- | ---------------------- |
| 4 de enero de 1975      | Garmisch-Partenkirchen |
| 29 de enero de 1975     | St. Gervais            |
| 20 de marzo de 1975     | Val Gardena            |
| 11 de diciembre de 1975 | Aprica                 |
| 12 de enero de 1976     | Les Diablerets         |
| 26 de enero de 1976     | Kranjska Gora          |
| 16 de diciembre de 1976 | Cortina d'Ampezzo      |
| 3 de enero de 1977      | Oberstaufen            |
| 19 de enero de 1977     | Schruns                |
| 19 de enero de 1978     | Bad Gastein            |